# ووسه

ووسه شهری در شهرستان کونگوسی در استان بام در بورکینافاسوی شمالی است و جمعیت آن ۹۲۶ نفر است.